# 1re étape du Tour d'Espagne 2008

La première étape du Tour d'Espagne 2008 s'est déroulée le samedi 30 août 2008 à Grenade sous forme de contre-la-montre par équipes. Elle a été remportée par l'équipe italienne Liquigas. Filippo Pozzato a pris la première place du classement général.

## Parcours
Le parcours était tracé dans la ville de Grenade, qui avait deja accueilli le départ du Tour d'Espagne 2005. Elle a accueilli un départ d'étape à 21 reprises et une arrivée à 18 reprises. Le tracé du contre-la-montre par équipes de 7,7 kilomètres comprend de nombreux virages.

## Récit
L'équipe italienne Liquigas, septième formation à s'élancer, réalise le meilleur temps. L'équipe Euskaltel-Euskadi crée la surprise en réalisant le meilleur temps intermédiaire. Elle échoue cependant à la deuxième place, à huit secondes de Liquigas. Les équipes des principaux favoris réalisent également de bons temps, Alejandro Valverde est à neuf secondes, Carlos Sastre et Damiano Cunego à onze secondes, Robert Gesink à treize secondes, Alberto Contador, Andreas Klöden et Levi Leipheimer à quatorze secondes. Les sprinters ayant réussi un bon contre-la-montre peuvent espérer prendre le maillot or lors des étapes suivantes comme Daniele Bennati, dans le même temps que Bennati, Tom Boonen à dix secondes, Danilo Napolitano à onze secondes et Óscar Freire à treize secondes ou encore Erik Zabel à quinze secondes.

## Classement de l'étape
| \| 1. Liquigas \| en \| 8 min 21 s \| \| 2. Euskaltel-Euskadi \| + \| 8 s \| \| 3. Caisse d'Épargne \| + \| 9 s \| \| 4. Quick Step \| + \| 10 s \| \| 5. CSC-Saxo Bank \| + \| 11 s \| \| 6. Lampre \| \| m.t. \| \| 7. Tinkoff Credit Systems \| + \| 12 s \| \| 8. Rabobank \| + \| 13 s \| \| 9. Astana \| + \| 14 s \| \| 10. Team Milram \| + \| 15 s \| |    |            |
| 1. Liquigas | en | 8 min 21 s |
| 2. Euskaltel-Euskadi | +  | 8 s        |
| 3. Caisse d'Épargne | +  | 9 s        |
| 4. Quick Step | +  | 10 s       |
| 5. CSC-Saxo Bank | +  | 11 s       |
| 6. Lampre |    | m.t.       |
| 7. Tinkoff Credit Systems | +  | 12 s       |
| 8. Rabobank | +  | 13 s       |
| 9. Astana | +  | 14 s       |
| 10. Team Milram | +  | 15 s       |

## Classement général
| \| 1. Filippo Pozzato \| Liquigas \| en \| 8 min 21 s \| \| 2. Valerio Agnoli \| Liquigas \| \| m.t. \| \| 3. Manuel Quinziato \| Liquigas \| \| m.t. \| \| 4. Daniele Bennati \| Liquigas \| \| m.t. \| \| 5. Alessandro Vanotti \| Liquigas \| \| m.t. \| \| 6. Enrico Franzoi \| Liquigas \| \| m.t. \| \| 7. Gorazd Štangelj \| Liquigas \| + \| 8 s \| \| 8. Igor Antón \| Euskaltel-Euskadi \| \| m.t. \| \| 9. Koldo Fernández \| Euskaltel-Euskadi \| \| m.t. \| \| 10. Mikel Astarloza \| Euskaltel-Euskadi \| \| m.t. \| |                   |    |            |
| 1. Filippo Pozzato | Liquigas          | en | 8 min 21 s |
| 2. Valerio Agnoli | Liquigas          |    | m.t.       |
| 3. Manuel Quinziato | Liquigas          |    | m.t.       |
| 4. Daniele Bennati | Liquigas          |    | m.t.       |
| 5. Alessandro Vanotti | Liquigas          |    | m.t.       |
| 6. Enrico Franzoi | Liquigas          |    | m.t.       |
| 7. Gorazd Štangelj | Liquigas          | +  | 8 s        |
| 8. Igor Antón | Euskaltel-Euskadi |    | m.t.       |
| 9. Koldo Fernández | Euskaltel-Euskadi |    | m.t.       |
| 10. Mikel Astarloza | Euskaltel-Euskadi |    | m.t.       |

## Classements annexes
| Classement | Coureur  | Total      |
| ---------- | -------- | ---------- |
| Équipe     | Liquigas | 8 min 21 s |